# Wojsławice (Przylaski)
Wojsławice – przysiółek wsi Przylaski w Polsce, położona w województwie lubuskim, w powiecie żagańskim, w gminie Brzeźnica. Wchodzi w skład sołectwa Przylaski.
W latach 1975–1998 przysiółek należała administracyjnie do województwa zielonogórskiego.